# Toronto Symphony Orchestra
La Toronto Symphony Orchestra (TSO) è un'orchestra canadese con sede a Toronto, Ontario. Fondata nel 1922, la OST ha tenuto concerti regolari alla Massey Hall fino al 1982, e da allora si è esibita alla Roy Thomson Hall.
La TSO gestisce anche la Toronto Symphony Youth Orchestra (TSYO). Dalla stagione 2020-2021 il direttore musicale della TSO è Gustavo Gimeno.

## Storia
L'OST fu fondata nel 1922 come New Symphony Orchestra e diede il suo primo concerto alla Massey Hall nell'aprile 1923 con 58 musicisti. Il primo direttore fu Luigi von Kunits e quella stagione ci furono una ventina di concerti ed una esibizione ad un festival di primavera.

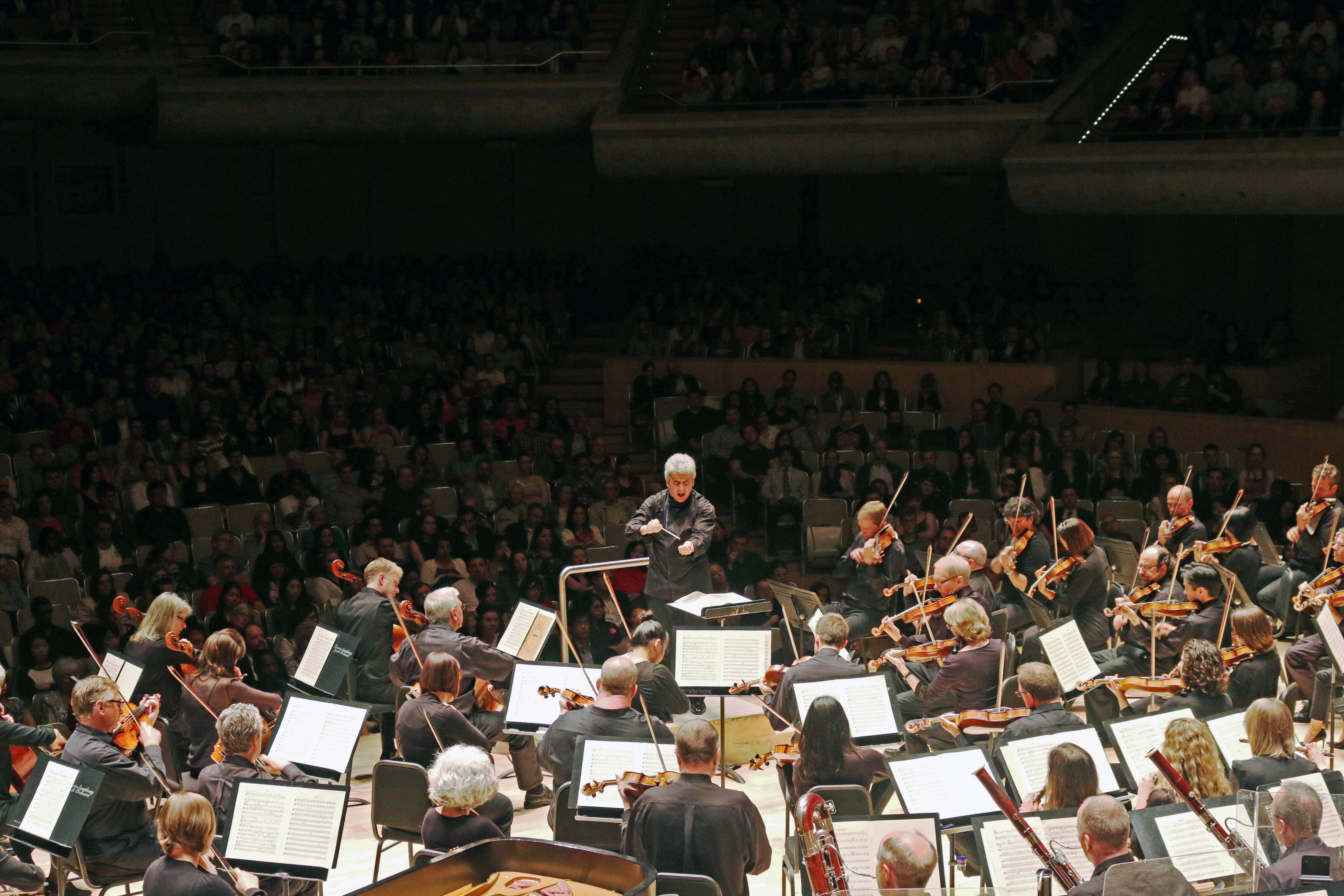
Peter Oundjian dirige la Toronto Symphony Orchestra, Roy Thomson Hall, Toronto, giugno 2014

Nell'estate del 1924 l'orchestra si esibì al Canadian National Exhibition. Poco dopo la TSO cominciò a tenere concerti per bambini. L'orchestra ha cambiato il suo nome in Toronto Symphony Orchestra nel 1927. Nel 1929 la TSO fece il suo esordio alla radio con una trasmissione di un'ora sulla CBC Radio dal grande magazzino dell'Arcadian Court of Simpson.
Dopo la morte di von Kunits nel 1931 il direttore e compositore Ernest MacMillan fu nominato direttore musicale per 25 anni.
L'orchestra aveva fatto notizia per le sue pratiche di assunzione nel 1951, quando rifiutò di rinnovare i contratti dei musicisti, in seguito conosciuti come i Symphony Six, a cui era stato negato l'ingresso negli Stati Uniti con l'accusa di attività comuniste durante il maccartismo.
Andrew Davis fu direttore musicale della TSO dal 1975 al 1988, quindi gli fu assegnato il titolo di direttore laureato con la TSO.
L'orchestra nel 1990 ebbe problemi finanziari e di numero di ascoltatori e nel 1992 i musicisti avevano accettato un taglio dello stipendio del 16% a causa di una minaccia di fallimento per l'orchestra, con la promessa dall'amministrazione di compensare la perdita nelle successive trattative contrattuali. Nel 1999 questa restituzione della retribuzione non si era ancora verificata, il che portò ad uno sciopero dei musicisti per 11 settimane quell'autunno. I rapporti tra i musicisti e l'amministrazione si erano deteriorati e il direttore musicale, all'epoca Jukka-Pekka Saraste, si offrì come mediatore di questo contrasto. Ci fu inoltre una mancanza di simpatia da parte del pubblico per la situazione dei musicisti dell'orchestra.
Nel 2001 l'orchestra aveva un debito di 7 milioni di dollari canadesi e sia il direttore esecutivo Ed Smith che il direttore musicale Saraste avevano lasciato il complesso.
Peter Oundjian fu nominato direttore nel gennaio 2003 e divenne direttore musicale effettivo nella stagione 2004-2005. Il film documentario del 2005 Five Days in September: The Rebirth of an Orchestra (Canada, 2005) ha registrato i primi giorni della stagione inaugurale della TSO con Oundjian come suo nuovo direttore musicale. Oundjian è stato sotto contratto come direttore musicale della OST fino alla stagione 2017-2018.
Con la stagione 2006-2007, la base degli abbonati era aumentata a circa 25.000 e la capacità media del pubblico era anche aumentata all'84%. Nel novembre 2008 l'orchestra ha registrato il suo terzo anno consecutivo di avanzo di bilancio, con una partecipazione media di ascolto dell'88% (esclusi i concerti  per le scuole), anche se l'orchestra mantiene ancora un debito complessivo di 8,9 milioni di dollari canadesi.
Nel mese di aprile 2015, seguì una polemica dopo che la TSO annullò la comparsa di Valentina Lisitsa, citando suoi post su Twitter in relazione al conflitto in Ucraina che furono interpretati come favorevoli ad "istigazione pubblica all'odio" ai sensi del codice penale del Canada.

## Direttori musicali
- Luigi von Kunits (1922-1931)
- Sir Ernest MacMillan (1931-1956)
- Walter Susskind (1956-1965)
- Seiji Ozawa (1965-1969)
- Karel Ančerl (1969-1973)
- Victor Feldbrill (1973-1978)

- Sir Andrew Davis (1975-1988)
- Günther Herbig (1988-1994)
- Jukka-Pekka Saraste (1994-2001)
- Peter Oundjian (2004-2018)
- Sir Andrew Davis (2018-2020 come direttore ad interim)
- Gustavo Gimeno (2020-in carica)